# Рабин, Сэмюэль
Сэмюэль «Сэм» Рабин (англ. Samuel "Sam" Rabin, при рождении Сэмюэль Рабинович, 20 июля 1903, Читэм-хилл, Манчестер, Великобритания — 20 декабря 1991, Пул, Великобритания) — британский скульптор, художник, преподаватель и борец вольного стиля, бронзовый призёр Олимпийских игр

## Биография
Родился в 1903 году в Манчестере в еврейской семье — родители Яков и Сара Рабинович (в девичестве Красельщикова) были выходцами из Витебска. Его отец был закройщиком шляп, позднее торговцем шляпами, мать занималась сборкой ювелирных изделий.
Сэм Рабин рано проявил способности к рисованию, и в одиннадцатилетнем возрасте, получив стипендию, был принят в Муниципальную школу искусств Манчестера, став самым юным учеником школы за всю её историю. В этой школе он учился под руководством французского художника-импрессиониста Адольфа Валле. В 1921 году Сэм Рабин поступил в Школу изобразительных искусств (англ. Slade School of Fine Art) входящую в состав Университетского колледжа Лондона. В этой школе он обучался до 1924 года под руководством Генри Тонкса. В 1924 году Сэм Рабин переехал в Париж, где встретил скульптора Шарля Деспио и продолжил обучение у него.
В 1928 году был отобран Чарльзом Холденом для изготовления одной из восьми скульптур, символизирующих ветры, предназначенных для украшения штаб-квартиры Underground Electric Railways Company of London, на тот момент самой крупной компании Лондонского метрополитена. На сегодняшний момент скульптура украшает здание штаб-квартиры Лондонского метрополитена. В 1930 году он представил публике ещё одну работу: двумя масками, вырезанными Рабином и символизирующими прошлое и будущее, украшено бывшее здание The Daily Telegraph на Флит-стрит.

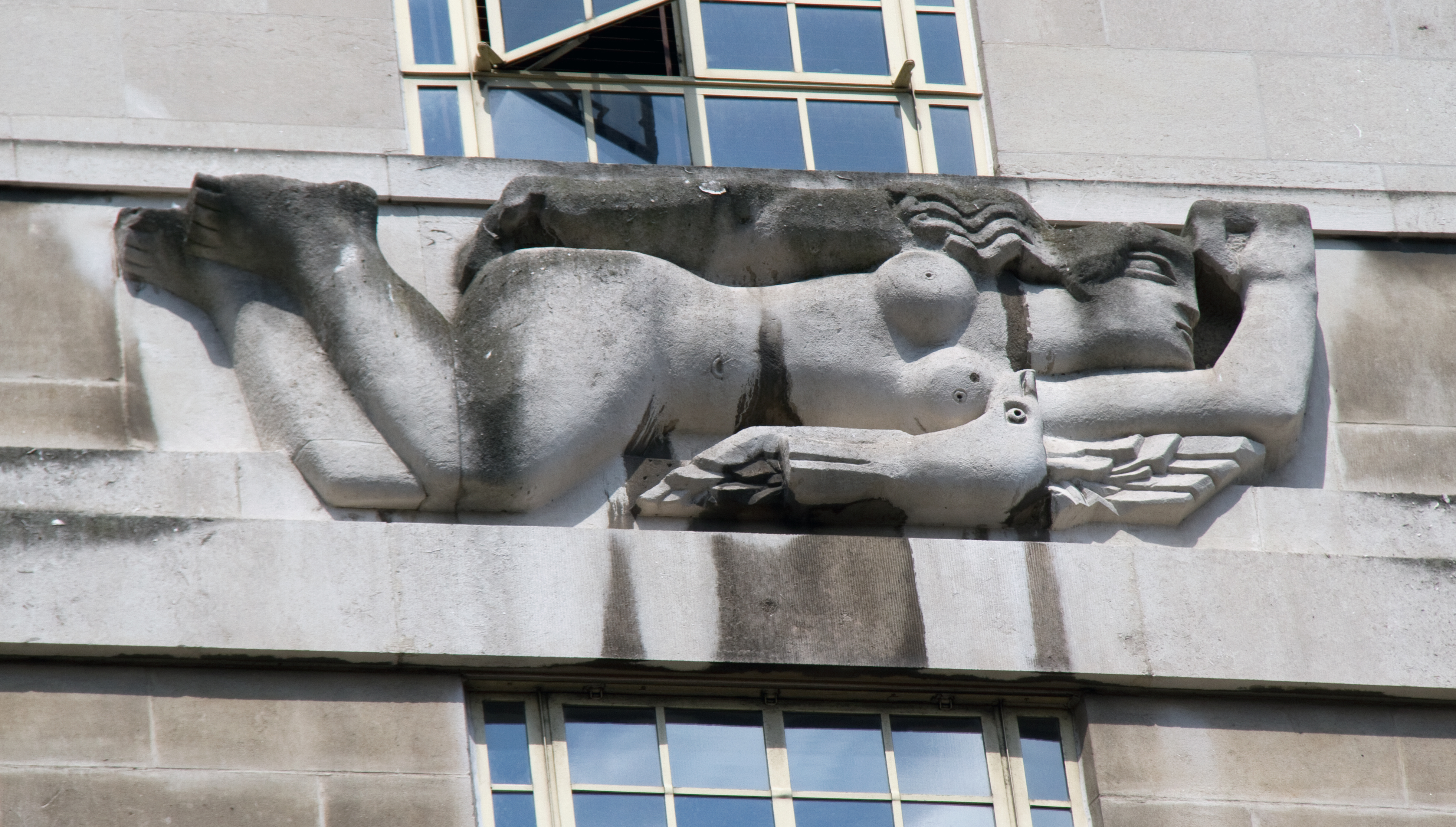
«Западный ветер», Лондон, Бродвей, 55

Однако творчество скульптора не приносило достаточного дохода. Сэм Рабин всегда был физически сильным, занимался боксом и борьбой. Представлял Британию на Олимпийских играх 1928 года.
На летних Олимпийских играх 1928 года в Антверпене боролся в весовой категории до 79 килограммов (средний вес). Турнир проводился по системе Бергваля. В среднем весе борьбу за титул вели 9 борцов
В первой же своей встрече Сэм Рабин проиграл Дональду Стоктону, и до той поры, пока Стоктон не проиграл полуфинальную встречу, числился в претендентах на серебряную медаль, не участвуя во встречах. После поражения Стоктона в полуфинальной встрече, Сэм Рабин был отправлен в турнир за третье место. После финальной встречи ситуация развивалась следующим образом: Ральф Хаммонд, второй финалист, отказался от участия в соревнованиях за второе место. В результате он выбыл в турнир за третье место, соответственно отправив тех двух борцов, кто ранее ему проиграл, и которые имели право на турнир за «бронзу», за черту потенциальных призёров. Хаммонд отказался и от турнира за третье место и в связи с этими отказами, осталось лишь два претендента на бронзовую медаль: Сэм Рабин и Антон Прег из ЮАР, который проиграл чемпиону в первой встрече, а затем проиграл Стоктону и в турнире за второе место. Но Антон Прег отказался от участия в турнире за третье место.
В результате, бронзовая медаль была вручена Сэму Рабину, который провёл всего лишь одну встречу на турнире, да и в той — проиграл. Этот результат служит хорошей иллюстрацией к несовершенству турнирной системы Бергваля.
См. таблицу турнира
Бедственное положение заставило Рабина в 1932 году начать серьёзно зарабатывать на жизнь борьбой. Он стал профессиональным борцом и под псевдонимами «Кот Рабин» (англ. Rabin the Cat) и «Сэм Рэднор — правоверный еврей» (англ. Sam Radnor the Hebrew Jew) гастролировал по Великобритании, получив известность. Снялся в эпизодической роли в оскароносном фильме Частная жизнь Генриха VIII (1933) и фильме Алый первоцвет (1934).
Сэм Рабин имел хороший баритон, и не имея какого-либо музыкального образования, в 1940-е годы выступал в опере, в частности в составе Stars in Battledress, организации, созданной в составе вооружённых сил Британии, и выступавшей во время войны перед бойцами. Рабин, в 1946 году, даже был прослушан Виктором Сабатой, на тот момент дирижёром Ла Скала.
В 1946 году начал преподавать рисование в Голдсмитсе. Среди его учеников дизайнер, создательница мини-юбки Мэри Куант и художница, кавалер ордена Британской империи Бриджет Райли. В 1965 году Сэм Рабин покинул Голдсмитс, и до 1985 преподавал в Bournemouth College of Art, а затем почти до своей смерти в 1991 году в Poole Art Centre.
Был дважды женат. В 1935 году женился на Иде Лиле Шустер, но брак распался. В 1956 году вступил в брак с Франчес Кайе, в 1960 году от брака родился сын.
Умер в 1991 году.
Сохранилось не так много работ художника. Некоторые его картины хранятся в частности в Британском музее, Музее спорта в Париже и коллекции Британского правительства.